# 선흥상운
선흥상운(善興商運)은 서울특별시 서초구의 마을버스 업체이다.

## 연혁
- 2001년: 서울버스 본사 및 차고지가 서초구 방배동에서 송파구 장지동으로 이전 됨에 따라 마을버스 서초마을 09번(현 서초 21번)을 분리, 대복마을버스(大福―)라는 상호로 설립하였다.
- 2006년 7월 4일: 대복마을버스에서 현재의 상호로 변경되었다.

## 보유노선
- ● 서초21번: 한국소비자원 ↔ 서초구민센터 (구 서초마을 09번)

## 주요 차종
- 하이거 버스: 하이거 하이퍼스 1609
- 현대자동차: 그린시티
- 우진산전: 아폴로 900